# Mignon Langnas
Mignon Langnas, auch Mamcze Langnas (* 30. September 1903 als Mignon Rothenberg in Boryslaw; † 8. November 1949 in New York) war eine jüdische Krankenschwester, die das nationalsozialistische Regime und den Zweiten Weltkrieg in Wien überlebte. Ihre Tagebücher und Briefe gelten als wichtige Quellen für das Alltagsleben der jüdischen Bevölkerung unter der nationalsozialistischen Herrschaft.

## Leben
Mignon Rothenberg kam 1914 mit ihrer Familie aus dem galizischen Boryslaw nach Wien. Im Jahr 1928 heiratete sie Leo Langnas. Aus der Ehe gingen die Kinder Manuela und Georg hervor, die heute (2013) in den USA leben. Während ihrem Mann und den Kindern nach dem Anschluss Österreichs 1938 die Flucht nach New York gelang, blieb sie selbst mit ihren gebrechlichen und kränklichen Eltern in Wien zurück. Langnas arbeitete ab 1940 als Krankenschwester für das Altersheim der Israelitischen Kultusgemeinde in Wien und ab 1942 für das jüdische Kinderspital. Einer ihrer Patienten war der spätere Schriftsteller Robert Schindel. Sie überlebte als offen lebende Jüdin den Krieg und konnte 1946 zu ihrer Familie in die USA reisen. Im Jahr 1949 starb sie nach langer schwerer Krankheit, kurz nachdem sie die US-amerikanische Staatsbürgerschaft erhalten hatte.

## Brief- und Tagebuchedition
Langnas’ Tagebücher und Briefe, die 2010  herausgegeben wurden, beschreiben den Alltag der jüdischen Bevölkerung unter der nationalsozialistischen Herrschaft und stellen „zeitgeschichtliche Zeugnisse von einzigartigem Wert“ dar.
In seinem Nachwort zum 2010 erschienenen Buch Mignon schreibt der Schriftsteller und Historiker Doron Rabinovici:
„Aber Mignon widersetzte sich mit aller Kraft der totalitären Negation des Individuums, ob als Jüdin, als Tochter, als Mutter, als Liebende, ob als Krankenschwester oder als Leidende, und selbst in ihrem Schreiben kämpfte sie gegen die Auslöschung an. Zu einer Zeit, da jeder geheime Brief, jede Notiz und jegliches offene Wort ein Todesurteil bedeuten konnten, hielt sie unverdrossen fest, was geschah. Sie schrieb gegen die Ausmerzung an. Sie verschrieb sich der Erinnerung. Sie leistete so Widerstand gegen ein Verbrechen, das ihr absprach, ein Mensch zu sein. Sie blieb Subjekt ihrer eigenen Geschichte.“
Der Historiker Dieter J. Hecht urteilt in einer Rezension zur Brief- und Tagebuchedition: „Dem Tagebuch kam dabei eine besondere Rolle zu. Es ist eine einzigartige Quelle, die einen ganz persönlichen Einblick in die Alltagserfahrungen der Überlebenden erlaubt, weil sie nicht für andere bestimmt war.“

## Ehrung
Im Jahr 2020 wurde eine Grünfläche in der Oberen Augartenstraße in Wien-Leopoldstadt Mignon-Langnas-Park benannt.